# Унтерклеттгау
Унтерклеттгау (нім. Bezirk Unterklettgau) — округ у Швейцарії в кантоні Шаффгаузен.

## Громади
У таблиці наведено список громад округу станом на 2022 рік, населення та площа станом на 2019 рік.

| Українська назва | Оригінальна назва | Код BFS | Населення | Площа |
| ---------------- | ----------------- | ------- | --------- | ----- |
| Вільхінген       | Wilchingen        | 2974    | 1740      | 21,1  |
| Галлау           | Hallau            | 2971    | 2207      | 15,3  |
| Обергаллау       | Oberhallau        | 2972    | 438       | 6,1   |
| Тразадінген      | Trasadingen       | 2973    | 598       | 4,1   |